# Cheiracanthium punctorium
Cheiracanthium punctorium és una espècie d'aranya araneomorfa de la família dels euticúrids (Eutichuridae) que es troba des d'Europa Central fins a Àsia central. La seva picada és semblada a la de la vespa encara que potser una mica més dolorosa. Algunes persones poden tenir fortes reaccions com, per exemple, nàusees.
Les femelles construeixen una ooteca d'uns 4 cm en l'herba alta.
A Alemanya, on és l'única aranya verinosa important, és una espècie rara, només coneguda per ser bastant freqüent a la regió de Kaiserstuhl, la part més càlida del país.

## Galeria

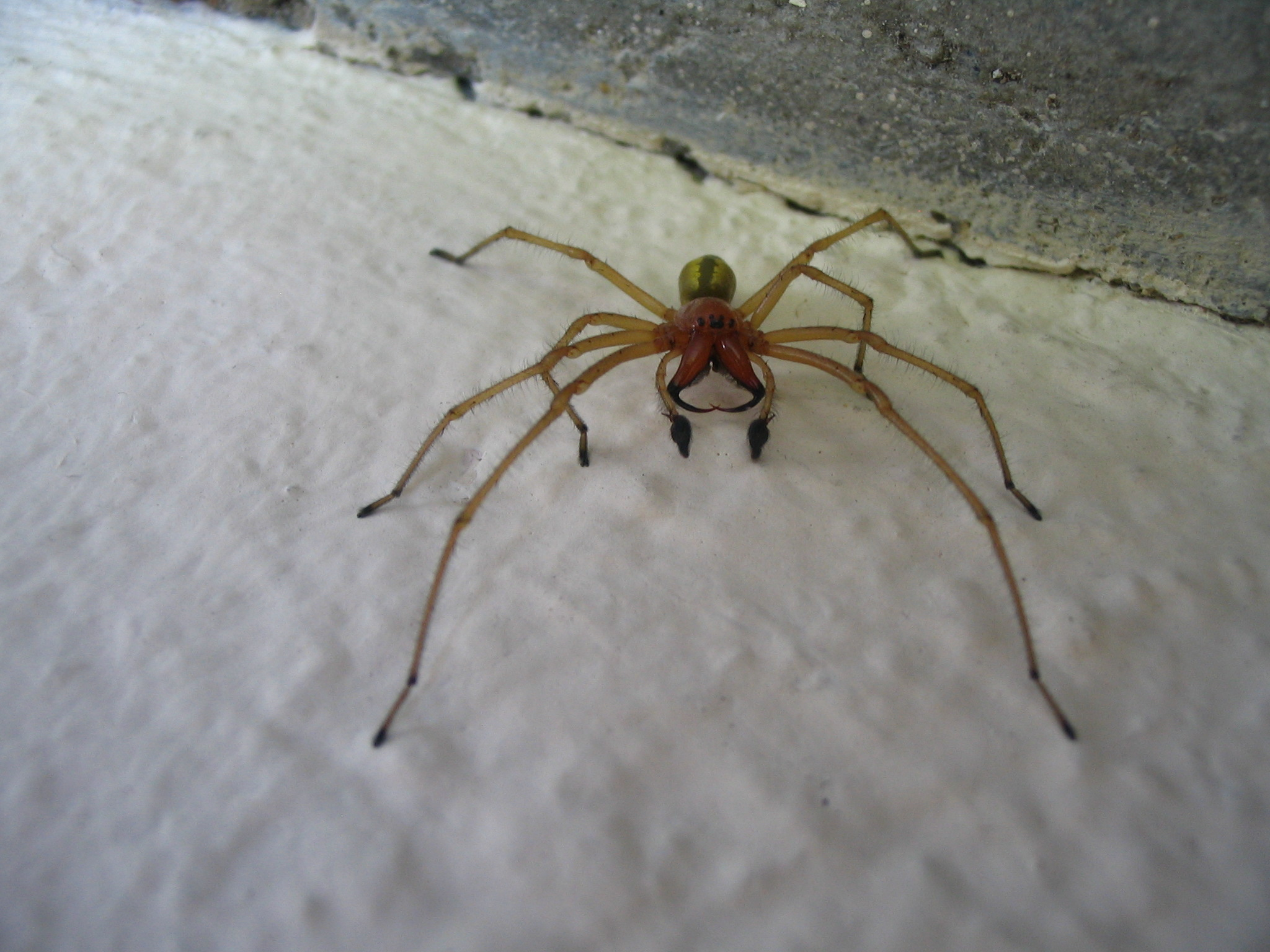
Mâle vue de face, avec ses 6 yeux et ses chélicères.
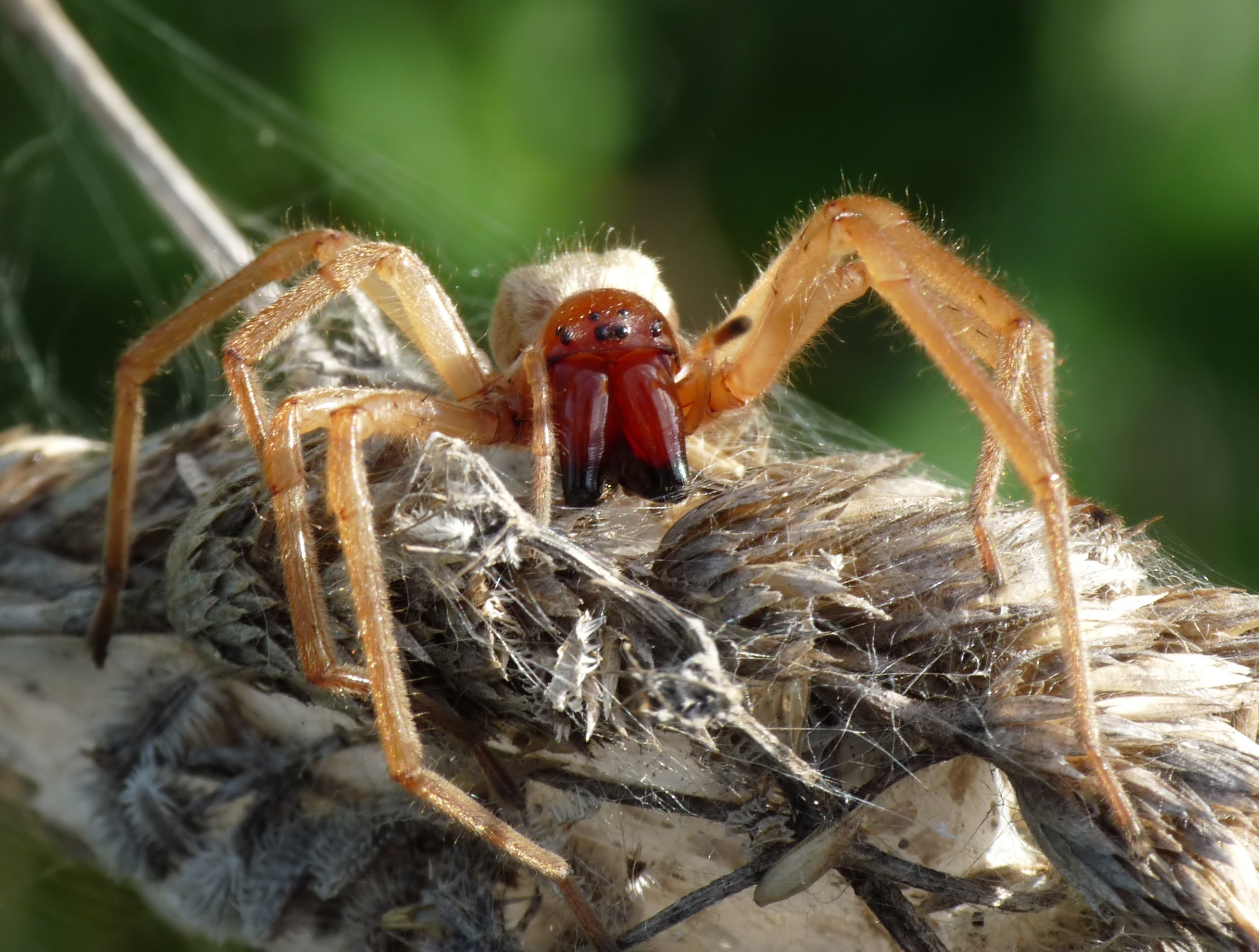
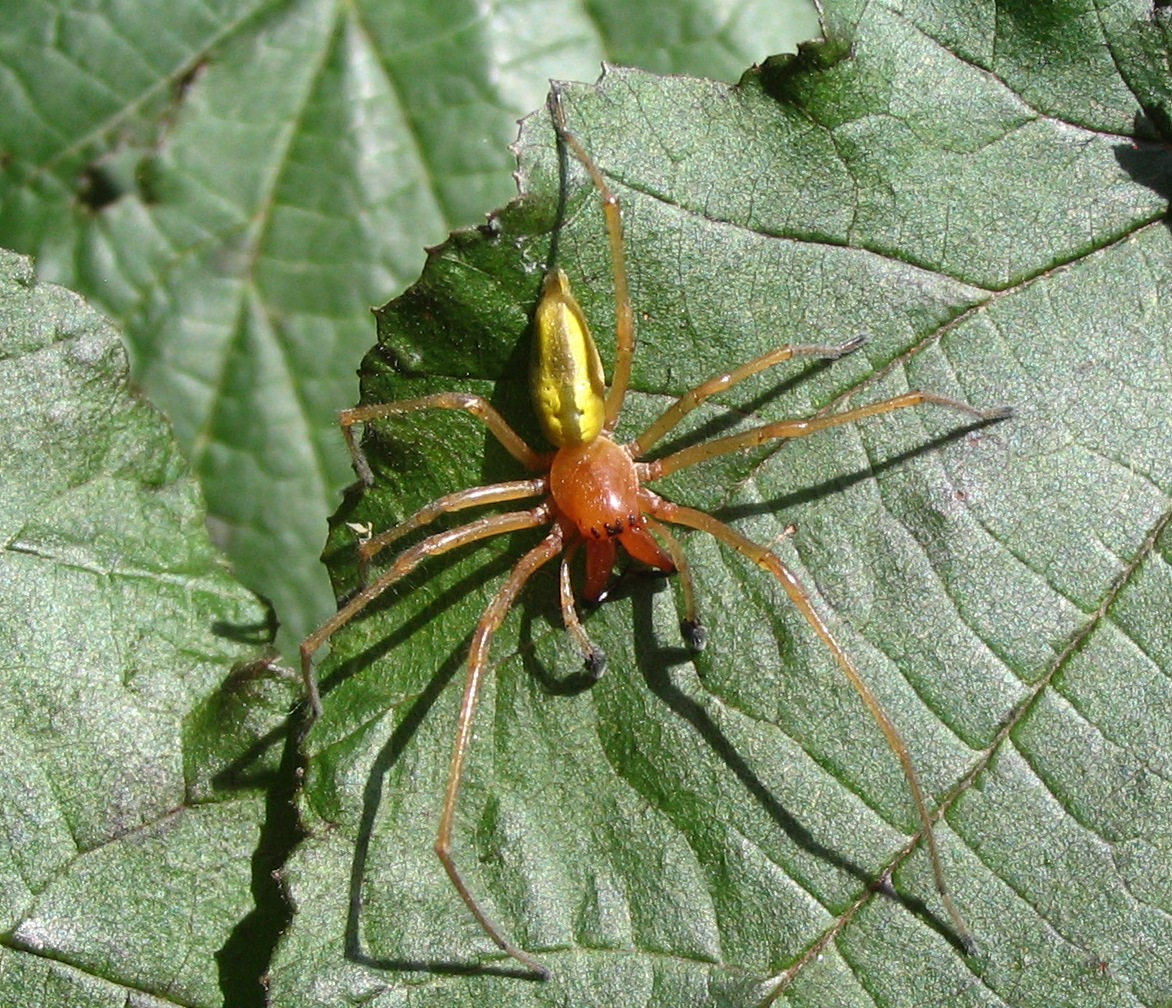
Cheiracanthium punctorium mâle